# Wings of Tomorrow
Albums de Europe
Europe
(1983) The Final Countdown
(1986)
Singles
1. Lyin' Eyes
Sortie : 1983
2. Dreamer
Sortie : 1984 (Japon uniquement)
3. Stormwind
Sortie : février 1984
4. Open Your Heart
Sortie : octobre 1984

Wings of Tomorrow est le deuxième album studio du groupe de hard rock suédois, Europe. Il est sorti le 24 février 1984 sur le label Hot Records et fut produit par Leif Mases.

## Historique
Il fut enregistré en Suède dans les Studios Polar de Stockholm fin 1983 - début 1984. Le batteur Tony Reno quitta le groupe avant la deuxième partie de la tournée promotionnelle de l'album, il sera remplacé par Ian Haugland. Mic Michaeli rejoindra le groupe comme cinquième membre définitif après l'enregistrement de cet album.
Cet album fut important pour la carrière du groupe, après l'avoir entendu, le label américain CBS Records décida de signer le groupe.
Europe joua l'album dans son intégralité le 3 mars 2014 à Stockholm pour lancer sa tournée suédoise. Le groupe fut rejoint à cette occasion par le guitariste Michael Amott (Arch Enemy, Spiritual Beggars...) pour l'interprétation du titre Wings of Tomorrow.
Il se classa à la 20e place des charts suédois.

## Liste des titres
- Toutes les pistes sont écrites et composées par Joey Tempest, sauf indications.

Face 1
1. "Stormwind" – 4:31
2. "Scream of Anger" (Tempest, Jacob) – 4:06
3. "Open Your Heart" – 4:10
4. "Treated Bad Again" – 3:46
5. "Aphasia" [instrumental] (Norum) – 2:32

Face 2
1. "Wings of Tomorrow" – 3:59
2. "Wasted Time" – 4:10
3. "Lyin' Eyes" – 3:47
4. "Dreamer" – 4:28
5. "Dance the Night Away" – 3:35

## Musiciens
- Joey Tempest – chant, guitare acoustique & claviers
- John Norum – guitares, chœurs
- John Levén – basse
- Tony Reno – batterie

## Chart
| Pays  | Durée du classement | Meilleur classement |
| ----- | ------------------- | ------------------- |
| Suède | 6 semaines          | 20 e                |